# Georg Schünemann
Pour les articles homonymes, voir Schünemann.
Georg Schünemann (né le 13 mars 1884 à Berlin et mort le 2 janvier 1945 dans la même ville) est un musicologue allemand.

## Biographie
Schünemann, le fils d'un recteur, obtient son doctorat après avoir étudié la musique en 1907 avec sa thèse sur l'histoire de la direction d'orchestre. Après son habilitation en 1919, il devient professeur en 1920, directeur adjoint et en 1932 directeur de l'Académie de musique de Berlin. En tant qu'employé de Leo Kestenberg, il participe à la réorganisation de l'enseignement musical scolaire et privé.
Après l'arrivée au pouvoir des nationaux-socialistes, il est « en congé » comme directeur de l'université après des dénonciations ; mais immédiatement après, il devient chef de la collection nationale d'instruments de musique. À partir de 1935, il succède à Johannes Wolf à la direction du département de musique de la Bibliothèque d'État de Prusse. À partir de 1936, Schünemann est co-rédacteur en chef de la revue Archiv für Musikforschung. Schünemann est membre du groupe de travail des fonctionnaires du NSDAP depuis mars 1933. En 1940, après avoir présenté une nouvelle traduction de l'opéra de Mozart Les Noces de Figaro, il devient vice-président de l'Office du Reich pour les arrangements musicaux, un sous-département du ministère de l'Éducation du peuple et de la Propagande du Reich. Pendant la Seconde Guerre mondiale, il travaille également dans le département principal de musique du Bureau Rosenberg   et pendant une courte période dans le groupe de travail Reichsleiter Rosenberg.
Schünemann traduit également le livret de Don Giovanni en allemand. Avec son texte, l'opéra est notamment joué en 1961 au Deutsche Oper Berlin par Carl Ebert avec Dietrich Fischer-Dieskau, Elisabeth Grümmer et Josef Greindl.
Il trouve son dernier lieu de repos dans le cimetière de Stahnsdorf dans le bosquet d'urnes d'origine III, champ 12, zone de jardin 6.

## Œuvres
- Geschichte des Dirigierens (1913)
- Geschichte der deutschen Schulmusik (1928)
- Musikerziehung I (1930)
- Geschichte der Klaviermusik (1940)
- Die Singakademie zu Berlin. 1791–1941, Bosse, Regensburg (1941).